# Республіка Конго
Респу́бліка Ко́нго, також розмовне Ко́нго-Браззавіль (фр. République du Congo) — країна на заході центральної Африки, в нижній течії річки Конго. На південному заході омивається водами Атлантичного океану. Межує на півночі з Камеруном і Центральноафриканською республікою, на сході і півдні з Демократичною Республікою Конго, на півдні з Анголою та на заході — з Габоном.
Республіка є членом ООН, Організації Африканської Єдності, Митного та економічного союзу Центральної Африки.
Площа країни становить 342 тисяч км². Населення становить 5 677 493 осіб у 2023 році (2,783 млн — у 2001; 2,3 млн — у 1990, 1,9 млн — у 1985).
Столиця — місто Браззавіль.

## Адміністративний поділ

Департаменти Республіки Конго

В адміністративному відношенні країна поділяється на 10 департаментів та комуну Браззавіль.

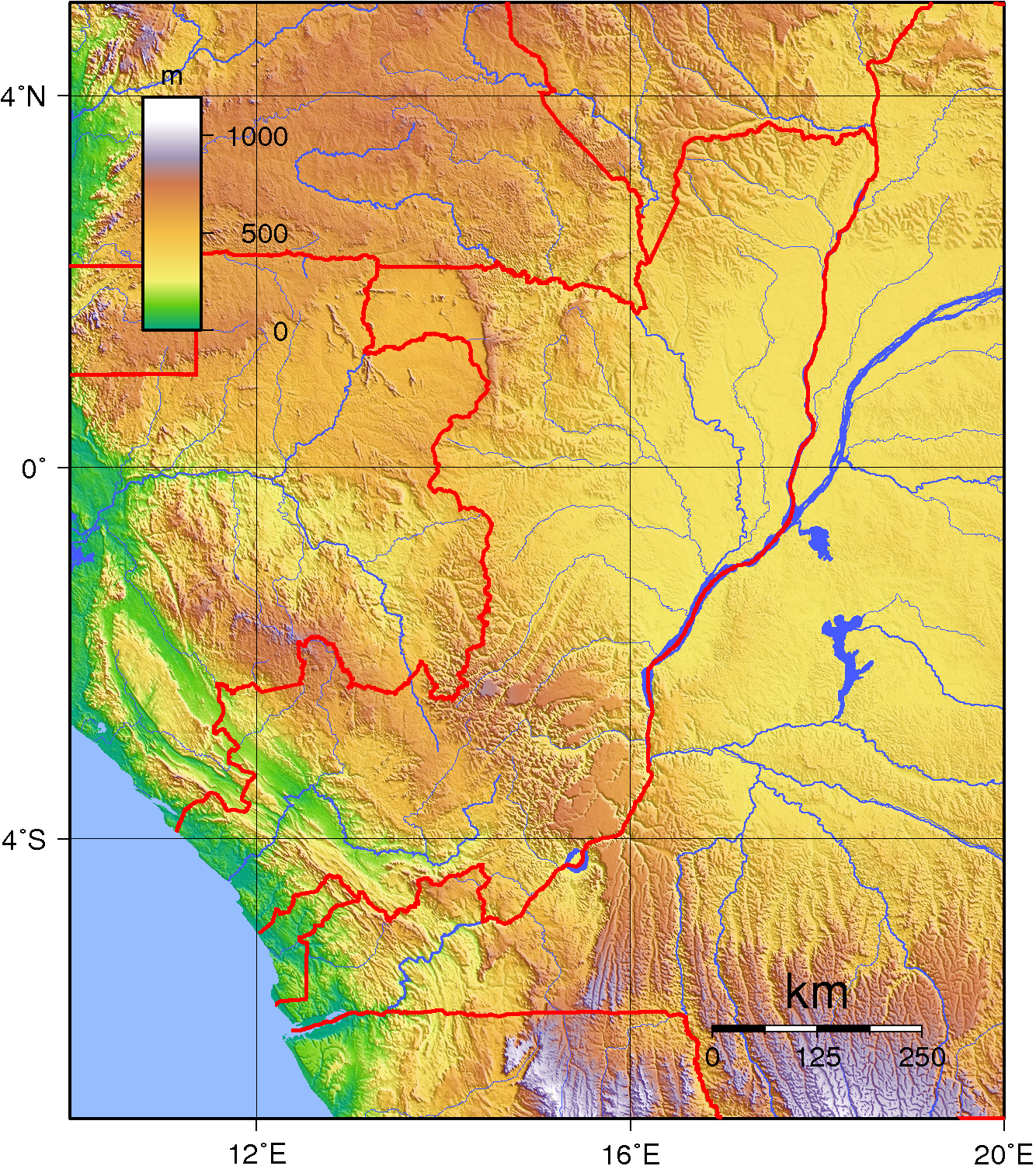
Фізична карта Республіки Конго

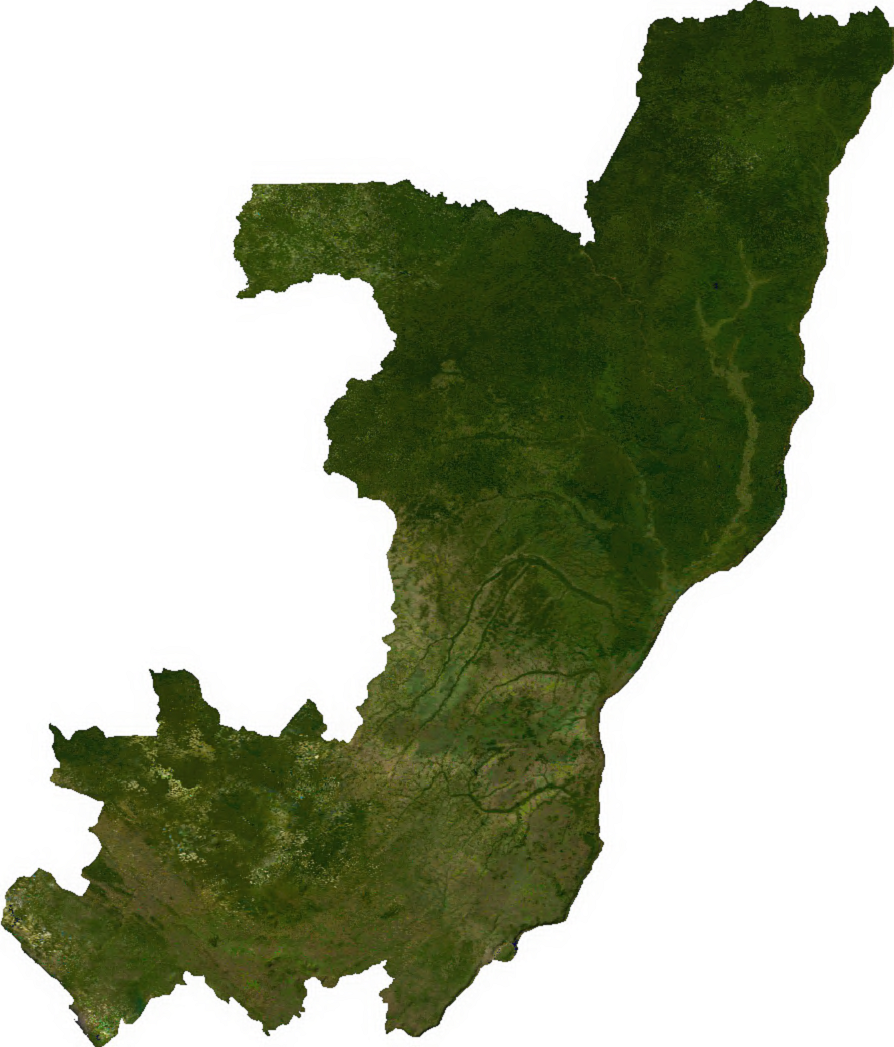
Республіка Конго з космосу

| Департамент    | Площа, км² | Населення, осіб (2005) | Столиця    |
| Браззавіль     | 100        | 1 174 000              | Браззавіль |
| Буенза         | 12 266     | 286 500                | Мадінгу    |
| Куїлу          | 13 696     | 744 300                | Пуент-Нуар |
| Кювет          | 42 850     | 135 800                | Овандо     |
| Західний Кювет | 32 000     | 55 800                 | Ове        |
| Лекуму         | 20 950     | 81 700                 | Сибіті     |
| Лікуала        | 66 044     | 84 500                 | Імпфондо   |
| Ніарі          | 25 941     | 229 600                | Лубомо     |
| Плато          | 38 400     | 171 000                | Джамбала   |
| Пул            | 33 955     | 362 400                | Кінкала    |
| Санга          | 55 800     | 71 000                 | Весо       |

## Природа
Територія країни розташована на правому березі нижньої течії річки Конго, в області западини Конго та піднятть навколо неї, в зоні тропічних вологих лісів. Береги Атлантичного океану в основному пласкі, прямолінійні. За невисоким піщаним валом розташовані озера-лагуни Мбаніо та ін. Бухт, придатних для заходу суден, мало.

### Рельєф
На південному заході, уздовж берега Атлантичного океану, простягається вузька (40-50 км) смуга низовин, на схід від яких паралельно берегу розташовані гори Майомбе (висотою до 930 м) та Кришталеві, які круто (50-60 м) обриваються до приморської низовини. Розташована на схід від них тектонічна западина Конго характеризується переважно грядово-погорбованим рельєфом. Найбільш знижена частина западини (менше 200 м) являє собою вапнякову долину з широким розвитком карсту.
На північному сході западина обмежена відрогами гір Шаю, на південному сході розташоване плато Катаракт. Центральна частина країни займає плато Батеке з погорбованим рельєфом (висотою до 650—850 м), на якому виділяються окремі плато (Мбе, Нго, Джамбала, Кукуя) висотою до 1 040 м (гора Лекеті — найвища точка країни). На північному заході розташовані цокольні рівнини з островними горами (гора Набемба, 1 000 м). Весь північний захід займають пласкі, більшою частиною заболочені алювіальні рівнини западини Конго.

### Геологічна будова, корисні копалини

Клімат в Браззавілі

, 
На території країни, на заході та в центральній частині, виділяються кристалічні масиви Майомбе та Шаю, складені гранітами та гнейсами архейської ери, які перекриті сланцями та кварцитами нижнього протерозою. З цими масивами пов'язані родовища залізної руди та кайнозойські розсипи, які містять золото, олово, вольфрам, тантал, ніобій та алмази. Зім'яті в пологі складки верхньопротерозойські карбонатно-теригенні відклади утворюють на південному заході накладений прогиб западини Конго, до якого приурочені мідно-свинцево-цинкові родовища, а на північному заході — дрібні грабени, накладені на масив Шаю. Мезозойські соленосні карбонатно-теригенні та кайнозойські теригенні відклади приурочені на заході до периокеанічної западини Конго (калійні солі, фосфорити, бітумінозні пісковики, нафта, природний газ), на північному сході — до западини Конго.
З корисних копалин найбільшого значення мають комплексні руди свинцю, міді та цинку, загальні запаси яких відповідно становлять 500, 180 та 100 тис. тон у перерахунку на метал (1981). Найбільші родовища розташовані на південному заході країни (Янга-Кубенса, Дженгіле, Мфуаті). Промислові запаси нафти становлять 100 млн т, природного газу — 28 млрд м³ (1982). Найбільше нафтогазоносне родовище — Емерод, знаходиться на шельфі Атлантичного океану. Загальні запаси залізних руд оцінюються в 200—500 млн тон (1981; родовище Занага на північний захід від столиці). Надра країни багаті калійними солями, за прогнозними ресурсами (кілька трільйонів тон) яких Республіка Конго посідає одне з перших місць у світі. У країні є невеликі родовища бітумінозних пісковиків, фосфоритів, золота, алмазів, руд олова, вольфрама, тантала та ніобію.

### Клімат
Клімат спекотний, на півночі екваторіальний, постійно вологий з двома максимумами опадів у березні-травні та вересні-листопаді. На півдні — субекваторіальний із сухим сезоном у червні-вересні. Пересічні температури в Браззавілі від 21 °C до 26 °C. Майже на всій території країни достатньо чітко виражений контраст між сухим зимовим та дощовим літнім сезонами. Опадів 1 500-2 000 мм за рік, на крайньому півдні — 1 200-1 300 мм.

### Внутрішні води
Річкова мережа досить густа та багатоводна. Більша східна частина країни належить до басейну річки Конго, яка протікає уздовж її східного кордону. Західна ж частина відноситься в основному до басейну річки Квілу (Ніарі). Річка Конго та її праві притоки Убангі, Санга, Ліквала та Аліма судноплавні. Річки, які несуть свої води до Атлантичного океану, порожисті та більшою мірою не придатні для судноплавства.

### Ґрунти та рослинність
У рослинному світі переважають вологі тропічні ліси з цінними породами дерев (лімба, окуме) на червоно-жовтих фералітних ґрунтах. У западині Конго вони періодично затоплюються та заболочуються на латеритно-глеєвих ґрунтах. Тут найціннішими породами дерев є пальма рафія та копалове дерево. На півдні ліси в значній мірі зрубані та заміщені високотравними саванами на червоних фералітних ґрунтах. Ліси займають приблизно 50 % всієї площі країни.

### Тваринний світ

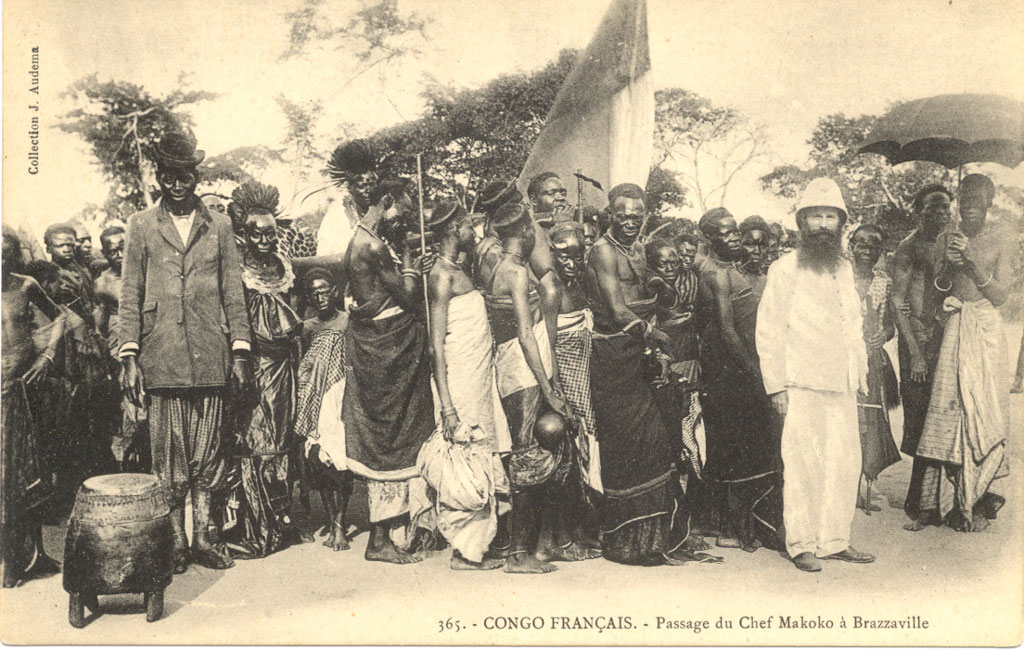
Король теке Макоко (по центру зліва) на процесії у Браззавілі з французькими колонізаторами. 1905

Серед ссавців численні мавпи, зустрічаються африканський слон (на півночі), бегемоти, леопард. Широко представлена фауна птахів — переважно лісові види. Поширені плазуни (крокодили, змії) та комахи (поширена муха цеце). Для охорони лісової фауни створено національний парк Одзала та кілька заповідників.

## Історія

### До незалежності
Археологічні знахідки свідчать про заселення території в епоху палеоліту та мезоліту. З появою заліза пов'язана міграція на початку нашої ери сюди народів банту, витіснивши при цьому пігмеїв. 1482 року в гирлі річки Конго висадились перші європейці — португальці. На той час на території країни мешкали банту: конго, вілі, йомбе, теке та ін. Були утворені держави Лоанго у вілі та Теке (Тіо) у теке. Наприкінці XIX ст. тут з'явились французи. П'єр Саворньян де Бразза заснував у 1880 році пост Нкуна (Нтано, сучасний Браззавіль).

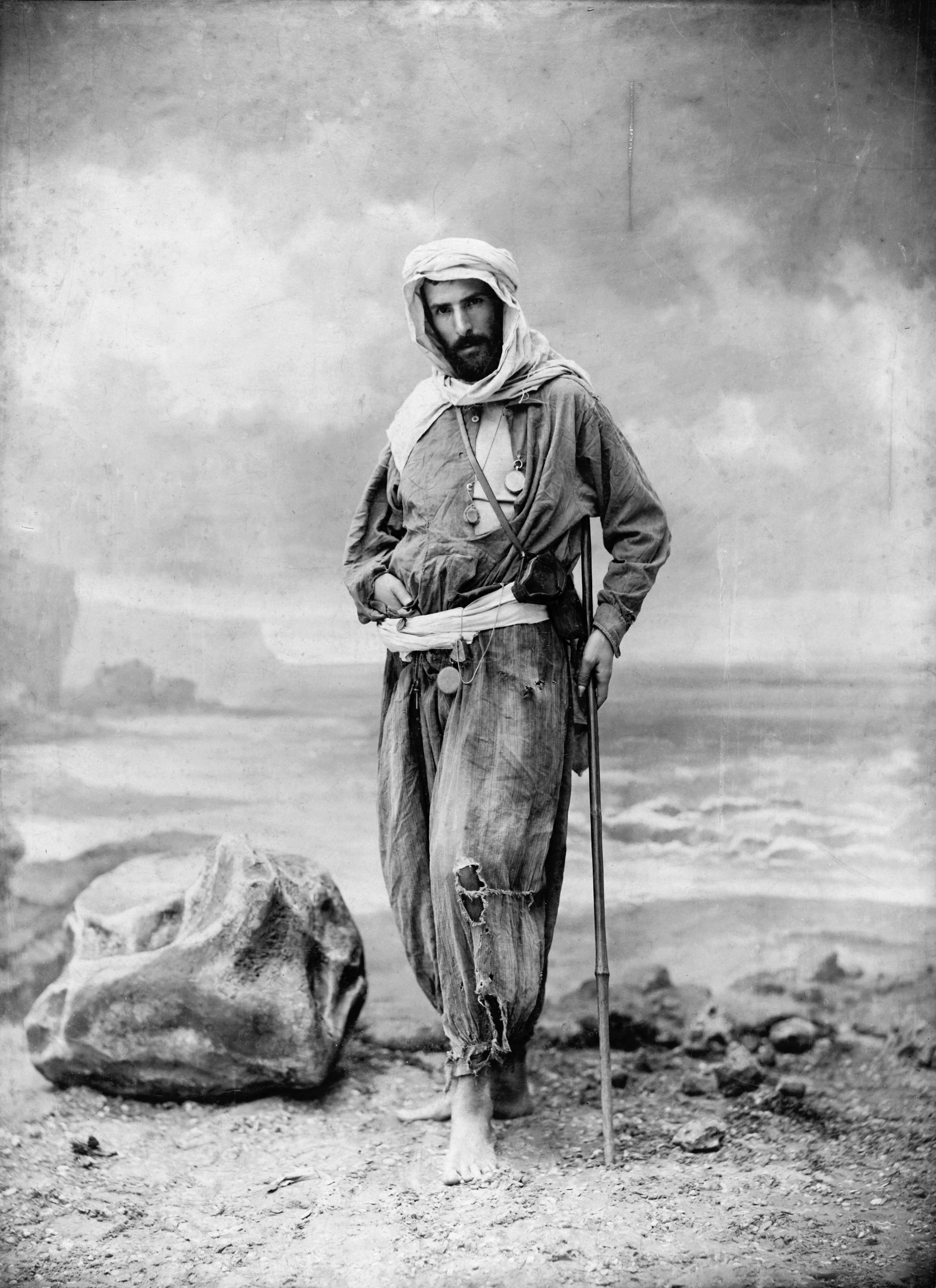
П'єр Саворньян де Бразза

1882 року було підписано договір про протекторат Французької республіки. Після Берлінської конференції 1884-1885 років Франція сформувала на своїх землях колонію Французьке Конго. 1888 року було об'єднано дві колонії — Габон та Конго, які спочатку називались Французькі Габон та Конго, а з 1891 року Французьке Конго. 1903 року у Французькому Конго виділились ще дві колонії Габон та Середнє Конго (сучасна Республіка Конго). 1910 року Французьке Конго було перетворене на генерал-губернаторство, а Середнє Конго стало лейтенант-губернаторство. 1883 року почали діяти католицькі місії, на початку XX ст. — протестантські. 1893 року французький уряд віддав території басейнів річок Квілу та Ніарі в концесію. Із країни експортувались каучук, слонова кістка, цінні породи дерев. 1903 року в Міндулі почали видобувати мідну руду. 1911 року сюди із Браззавіля була прокладена залізниця.
1911 року частина колонії Середнє Конго відійшла до Німецької імперії. Під час війни у Камеруні, туди були мобілізовані багато представників конго. Після Першої Світової війни, у 1922 році німецька частина була назад включена до Середнього Конго. У 1924-1934 роках була збудована залізниця Браззавіль-Пуент-Нуар. Наприкінці 1920-х років почав поширюватись антиколоніальний рух матсуанзім. Під час Другої Світової війни Середнє Конго приєдналось до блоку Вільна Франція, який боровся за звільнення Франції від німецької окупації. 1947 року колонія отримала статус «заморської території», було сформована Територіальна асамблея Конго. За підтримки колоніальної влади 1956 року утворена партія Демократичний союз захисту африканських інтересів (конго) на чолі з Фюльбером Юлу. 28 листопада 1958 року Середнє Конго стало автономною республікою, столиця перенесена із Пуент-Нуара до Браззавіля.

### Роки незалежності
15 серпня 1960 року була проголошена незалежність Конго. З березня 1961 року республіка стала президентською. 1963 року було встановлено однопартійність. У серпні відбулася Серпнева революція, результатами якої стало зняття з посади президента Фюльбера Юлу. Його місце посів Альфонс Массамба-Деба. 1964 року виведені французькі війська. 1966 року встановлено соціалістичний курс єдиної партії Національний революційний рух. 1968 року президентом було заборонено посаду прем'єр-міністра, влітку він розпустив парламент. Все це піднімало маси на нову революцію, 1969 року президентом став Маріан Нгуабі.
Країна проголошена Народною республікою, було прийнято конституцію. 1973 року сформовано новий парламент, прийнято нову конституцію. У 1977 році активізувалось угрупування Массамби-Деба, в березні було вбито президента Маріана Нгуабі. Влада перейшла до Військового комітету, посаду президента посів Жоакім Йомбі-Опанго — Массамба-Деба та його прибічники були розстріляні. У березні 1979 році з'їзд партії засудив діяльність Йомбі-Опанго, президентом було обрано Дені Сассу-Нгессо. 1981 року укладені дипломатичні стосунки із СРСР, а 1984 року було обрано соціалістичний курс розвитку держави.
1990 року країна відмовилась від соціалізму та ідеї марксизму, і в 1991 році держава повернулась до демократичного розвитку і стала називатись Республіка Конго. 1992 року встановлено багатопартійну система — в результаті виборів президентом став Паскаль Ліссоуба. Проте демократичний розвиток був зупинений 1997 року, в липні почалась конголезька громадянська війна між таборами Ліссоуба та Дені Сассу-Нгессо. У жовтні ангольські війська на боці Сассу-Нгессо вторглись до республіки. Президентом вдруге став Дені Сассу-Нгессо. У грудні 1999 року був підписаний мирний договір. На президентських виборах 2002 року перемогу отримав Дені Сассу-Нгессо. Пізніше йому було надано нові повноваження, парламент став двопалатним.

## Економіка
У колоніальний період Республіку Конго було перетворено на країну транзиту та торгівлі при ведучій ролі лісового господарства. Навіть після незалежності країна залишається бути головним розподільним центром Центральної Африки. Транзитна торгівля — одна з найважливіших джерел доходів країни. В економіці досить мала частка сільського господарства, що не є звичним для країн Африки, та відносно велика частка промисловості. Розподіл ВВП по галузях такий (1980): 9 % — сільське господарство, 53 % — промисловість, 38 % — сфера послуг.
За даними 2001 року ВВП становив — $ 2,3 млрд, при темпі зростання ВВП в 3,5 %. ВВП на душу населення — $ 821. Прямі закордонні інвестиції складають $ 100 млн. Імпорт — машини і обладнання, головним чином для нафтовидобувної промисловості, продовольство і споживчі товари ($ 1,6 млрд — Франція — 23 %, США — 9 %, Бельгія — 8 %, Велика Британія — 7 %). Експорт — нафта, лісоматеріали ($ 1,7 млрд — США — 23 %, Бельгія — 14 %, Німеччина — 9 %, Італія — 6 %). Зовнішня заборгованість Конго становить понад 6 млрд дол. (1996).

### Сільське господарство
Структура земельного фонду така: рілля — 1,8 %, луки та пасовиська — 41,8 %, ліси — 47,5 %. Більша частина ріллі зайнята під посівами таких культур, як маніок їстівний (0,7 млн т за рік; 1981), батат, ямс, таро. Поширені також банани «плантен», рис, кукурудза. З технічних культур вирощують цукрову тростину (плантації Нкаї та Мутела), арахіс (долина Ніарі), маслинна пальма (ліси в басейні Ніарі, западина Конго), тютюн (департаменти Плато, Пул). Великого розвитку набуло овочівництво, плодівництво (цитрусові). Основні торгові культури — какао (6 тис. га; 2 тис. т; Санга), кава (6 тис. га, 2 тис. т; Ніарі). Тваринництво через поширення мухи цеце розвинене дуже слабко. Поголів'я скотарства становить (1982): велика рогата худоба — 75 тис. (Ніарі, Пул), вівці та кози — 280 тис. Можливості рибальства використовуються не в повній мірі — 15 тис. т у річках, 18 тис. т у океані (тунець, сардинелла). Лісове господарство займає провідне місце в економіці. Лісові запаси оцінюються в 120 млн м³. Заготівля цінних порід дерев окуме, лімба та акажу становить 545 тис. м³ (1984).

### Промисловість
Дивись також: Корисні копалини Республіки Конго, Історія освоєння мінеральних ресурсів Республіки Конго, Гірнича промисловість Республіки Конго
Із середини 1970-х років головним джерелом доходів стала видобувна промисловість. Найбільше видобувається нафта (шельфові родовища Емерод, Лоанго, Ліквала) — 6,3 млн т (1985). У невеликій кількості видобуваються свинцево-цинкові руди з домішками міді (15 тис. т свинцю; 1981), золото (15 кг; 1976). За підтримки СРСР був пущений свинцево-цинковий гірничо-збагачувальний комбінат у Какамоеке. Видобуток калійних солей з родовища Холле 1977 року зупинений. Обробна промисловість представлена виробництвом пиломатеріалів (14 заводів у 1979 році) — 70 тис. м³, фанери — 100 тис. м³ (один з найбільших показників у Африці), такими галузями як харчосмакова (цукрова, пивоварна, виробництво олії з пальми та арахісу, тютюнова), текстильна (комбінат у Браззавілі), виробництво будівельних матеріалів (цементний завод у Лутете), нафтопереробна (завод у Пуент-Нуарі), хімічна та металообробна. Енергетика представлена ГЕС Джуе (1953), Мукукулу (річка Буенза) (1979) та ТЕС. Виробництво електроенергії становить 284 млн кВт/год (1985).

### Транспорт
Основні залізниці: Браззавіль-Пуент-Нуар (517 км), Мбінда-Мон-Бело (290 км). Від Мбінди до Габону проходить одна з найдовших канатних доріг у світі — 80 км. Загальна протяжність автошляхів становить понад 11 тис. км, з них асфальтованих 600 км. Найважливішою автомагістраллю є Пуент-Нуар-Браззавіль-Весо (1 500 км). Судноплавство здійснюється по річкам Конго, Убангі, Санга, Джа, Ліквала, Аліма, Квілу — 2 500 км. Головний річковий порт — Браззавіль, морський — Пуент-Нуар. Міжнародні аеропорти у Браззавілі (Мая-Мая) та Пуент-Нуарі.

## Населення

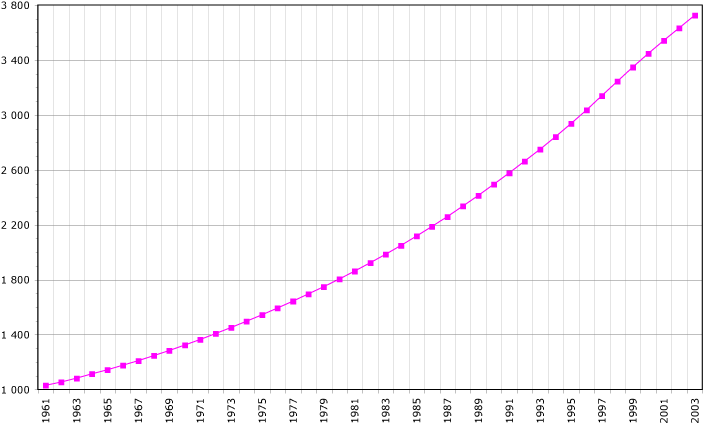
Динаміка зростання населення Республіки Конго за 1961—2003 роки

Офіційна мова — французька. У широкому вжитку кітуба та лінгала.
Середній приріст населення невеликий і становить всього 3 %.

### Етнічний склад населення
Понад 98 % населення належить до народів, які розмовляють мовами нігеро-конголезької групи. На бенуе-конголезьких мовах розмовляють конго (0,9 млн осіб), які займають південну частину країни, теке (разом з бонгілі та мбете — 0,4 млн осіб) — на плато Батеке, на південному заході западини Конго та в районі Лекуму, бангі та мбоши — у внутрішніх районах уздовж річки Конго. У тропічних лісах мешкають племена пігмеїв ака, бінга та ін. (25 тис. осіб). На адамауа-східних мовах розмовляють малочисленні народи гбая, банда, нгбанді.
Європейське населення (французи — 8 тис. осіб) зосереджене головним чином у містах (Браззавіль та ін.).

### Релігії
Приблизно 50 % населення притримуються місцевих вірувань (анімізм), 47 % — християни (католики, протестанти), є також прихильники християнсько-африканських сект та мусульмани.

### Розташування населення
Країна є однією з найменш заселених на континенті: пересічна щільність населення становить 9,9 осіб/км² (2005). Найбільш гусо заселені південь (райони на захід та південний захід від Браззавіля, пересічна щільність 10,7-23,4 осіб/км²), долина річки Ніарі (8,9 осіб/км²) та прибережна смуга (від кордону із Анголою до Пуент-Індієна; 54,3 осіб/км²). Північ заселений досить слабко (приблизно 1,3-1,7 осіб/км²).
Розташування економічно активного населення за галузями господарства (1980): сільське господарство — 34 %, промисловість — 26 %, сфера послуг — 40 %.

### Міське населення
На початку XX ст. у сільській місцевості проживало майже все населення. У 1980 році міське населення вже становило 65 %, із них 80 % в найбільших містах — Браззавіль та Пуент-Нуар. За останні десятиріччя населенні столиці збільшилось від 422,4 тис. осіб в 1980 році до 1,2 млн у 2005.
Дослідником демографії Конго, зокрема народжуваності, на початку XX століття був український демограф з Канади Романюк Анатоль.